# Peter Hirt
Peter Hirt (1910. március 30. – 1992. június 28.) svájci autóversenyző.

## Pályafutása
1951 és 1953 között öt világbajnoki Formula–1-es versenyen vett részt. Legjobb eredménye egy hetedik helyezés volt a sorozatban, melyet az 52-es svájci nagydíjon ért el.
Ebben az időszakban részt vett több, a világbajnokság keretein kívül rendezett Formula–1-es versenyen is.

## Eredményei

### Teljes Formula–1-es eredménylistája
(Táblázat értelmezése)

(Félkövér: pole-pozícióból indult; dőlt: leggyorsabb kört futott) 

| Év   | Csapat         | Modell         | Motor      | 1      | 2   | 3   | 4      | 5      | 6   | 7   | 8      | 9   | Helyezés | Pont |
| ---- | -------------- | -------------- | ---------- | ------ | --- | --- | ------ | ------ | --- | --- | ------ | --- | -------- | ---- |
| 1951 | Ecurie Espadon | Veritas Meteor | Veritas S6 | SUI Ki | 500 | BEL | FRA    | GBR    | GER | ITA | ESP    |     | -        | 0    |
| 1952 | Ecurie Espadon | Ferrari 212    | Ferrari    | SUI 7  | 500 | BEL | FRA 11 | GBR Ki | GER | NED | ITA    |     | -        | 0    |
| 1953 | Ecurie Espadon | Ferrari 500    | Ferrari S4 | ARG    | 500 | NED | BEL    | FRA    | GBR | GER | SUI Ki | ITA | -        | 0    |

## Külső hivatkozások
- Profilja a grandprix.com honlapon (angolul)
- Profilja a statsf1.com honlapon (angolul)